# T.A.T.u.
t.A.T.u. (russisch Тату) ist ein aus Russland stammendes Pop-Duo, bestehend aus den beiden Sängerinnen Jelena Katina und Julija Wolkowa. Das zu den bekannten Stars der modernen russischen Popmusik zählende Duo erregte Medienaufmerksamkeit durch das bewusste Brechen von Tabus, wie offenkundiges Zurschaustellen von Erotik und ihre vorgebliche lesbische Beziehung.
Zwischen 2002 und 2006 waren sie als erste russische Interpreten seit dem Zusammenbruch der Sowjetunion auch außerhalb des ehemaligen Ostblocks erfolgreich und setzten in diesem Zeitraum über acht Millionen Tonträger ab. 2003 vertraten t.A.T.u. Russland beim Eurovision Song Contest in Riga. Das Duo gilt als die kommerziell erfolgreichste Gruppe der russischen Musikgeschichte.

## Geschichte

### 1999–2002:200 Po Wstretschnoi
1999 organisierte der Musikproduzent Iwan Nikolajewitsch Schapowalow ein Casting in Moskau, um für sein Projekt eine passende Sängerin zu finden. Aus den 500 Bewerberinnen wurde die damals 14-jährige Katina ausgewählt und nach der Produktion erster Demo-Aufnahmen entschied Schapowalow, ein Duo zu formen. Dazu wählte er die damals ebenfalls 14-jährige Wolkowa als zweite Sängerin aus. Das Image des neuen Duos wurde vorgegeben: Lolitas sollten es sein, mit lesbischen Neigungen, die Aufsehen erregen, weil sie sich während ihrer Konzerte teilweise entkleiden. Das Kürzel „Тату“ sollte für „Та любит Ту“ (Ta ljubit Tu) stehen, was so viel bedeutet wie „Die eine liebt die andere“. Für den internationalen Musikmarkt musste der Name geändert werden, da es bereits eine australische Gruppe mit dem Namen Tatu gab. Daher wurde als neuer internationaler Name t.A.T.u. gewählt. In dieser frühen Phase war der Entwicklungsprozess der Band auf einige wenige Personen beschränkt. Die frühere NTW-Fernsehreporterin Jelena Wladimirowna Kiper schrieb gemeinsam mit Waleri Poljenko die Liedtexte, der Moskauer DJ Sergio Galoyan komponierte die Lieder, und der mit einer Computerfirma zu Geld gekommene Geschäftsmann Boris Renski finanzierte das Projekt. Iwan Schapowalow fungierte als Manager, Produzent und Videoregisseur der Gruppe, beteiligte sich ferner aber auch am kreativen Prozess wie dem Schreiben der Liedtexte. Im Sommer 2000 stand das Projekt kurzzeitig vor dem Aus, da Geldgeber Boris Renski nicht an eine erfolgreiche Karriere des Duos glaubte. Schapowalow gelang es jedoch, Renski zur Zahlung einer letzten Geldsumme zu überreden, mit der das Musikvideo zur ersten Single produziert werden konnte.
Im Dezember 2000 erschien mit „Я сошла с ума“ (Ja soschla s uma, zu deutsch „Ich habe meinen Verstand verloren“) die erste Single, die in Russland schnell große Popularität gewann. Das zum Lied gehörende Musikvideo greift das Image der Band auf und handelt von der Liebe zwischen zwei Schulmädchen. Am 19. Mai 2001 schlossen das Bandmanagement und Universal Music Russland einen Plattenvertrag ab, in dem t.A.T.u. sich dazu verpflichtete, drei Alben über das Plattenlabel zu veröffentlichen. Kurz darauf erschien die zweite Single, „Нас не догонят“ (Nas ne dogonjat – „Sie werden uns nicht kriegen“), die gute Sendewerte im Radio und auf den Musikkanälen Russlands und der ehemaligen Ostblockstaaten erzielen konnte. In ihrer Heimat Russland sowie in den osteuropäischen Staaten Polen, Bulgarien, der Slowakei und Tschechien wurde das am 21. Mai veröffentlichte Debütalbum „200 По Встречной“ (200 Po Wstretschnoi – „200 in Gegenrichtung“) zu einem großen Erfolg und stieg in allen fünf Ländern auf Platz eins der Albumcharts. Am 2. Juni 2001 wurde t.A.T.u. vom Radiosender Hit FM im Moskauer Kreml der 100 Pound Hit Award für Ja soschla s uma verliehen. MTV Russland zeichnete das Musikvideo als das Beste des Jahres aus. Mit „30 минут“ (30 minut – „30 Minuten“) erschien im Herbst 2001 die dritte Single des Duos.
Die Gruppe ging auf Tour in Russland, Belarus, der Ukraine, den baltischen Staaten, der Slowakei, Tschechien, Bulgarien, Aserbaidschan, Kasachstan, Israel und Deutschland und gab im Jahr 2001 über 150 Konzerte in zahlreichen Städten. Im Januar 2002 wurde t.A.T.u. von der russischen Sektion der IFPI ausgezeichnet, da ihr Album mit mehr als zwei Millionen verkauften Exemplaren das erfolgreichste des Jahres war. Im Februar 2002 wurde eine Extended Edition veröffentlicht, die mit „Клоуны“ (Klouny – „Clowns“) ein neues Lied enthielt und sich ähnlich gut vermarktete. Am 15. Mai wurde das Duo erneut mit einem Preis durch die IFPI bedacht: Als ersten und bis heute (Stand: April 2021) einzigen osteuropäischen Interpreten war es t.A.T.u. gelungen, über eine Million Exemplare eines Albums in Europa abzusetzen, wofür das Duo mit dem IFPI Platinum Europe Award geehrt wurde. Am 30. Mai 2002 erschien „Простые движения“ (Prostyje dwischenija – „Einfache Bewegungen“) und damit die letzte neue Veröffentlichung, bevor sich t.A.T.u. zur Aufnahme des englischsprachigen Debütalbums ins Tonstudio zurückzog.

### 2003–2004:200 km/h in the Wrong Lane
Der Schulmädchen-Ruf und das Lesbenklischee wurden nicht nur in ihrem Musikvideo zu All the Things She Said untermauert, in dem Wolkowa und Katina in inniger Umarmung und eindeutigen Stellungen zu sehen sind, sondern auch durch ihre öffentlichen Auftritte, bei denen die beiden Sängerinnen einander oft demonstrativ und intensiv küssten. Der Siegeszug der „Pop-Lolitas“ wurde von einem musikalischen Schwergewicht mitgestaltet: Trevor Horn, dem Macher von Frankie Goes to Hollywood. Unter seiner Führung wurde der t.A.T.u.-Sound komplett überarbeitet, die Texte ins Englische übersetzt und das Produkt auf den europäischen und US-amerikanischen Markt zugeschnitten.
Ende 2002 wurde die erste Single auf Englisch ausgekoppelt, Anfang 2003 erschien dann das ursprünglich russische Album unter dem Titel 200 km/h in the Wrong Lane auf Englisch. Auf dieser CD sind auch zwei russische Lieder enthalten. Die Lieder „Робот“ (Robot – „Roboter“) und „Досчитай до ста“ (Dostschitai do sta – „Zähle bis Hundert“) fehlen jedoch auf der englischen CD. Ähnlich wie zuvor in Russland stieß das Duo nun auch in Europa und den USA auf ein breites Echo. Die Kontroversen um t.A.T.u. förderten die allgemeine Bekanntheit der Sängerinnen und ließen die Single All the Things She Said wochenlang auf Platz eins vieler europäischer Charts steigen. Auch in den USA, Kanada und Japan erzielte das Duo große Absatzzahlen.
Im Zuge eines im April 2003 geführten Interviews mit dem BBC Radio 1 äußerte sich Julija Wolkowa folgendermaßen zum „Lesben-Image“ des Duos:

„Wir wollen die Menschen nicht dazu bringen, unserem Beispiel zu folgen, weil es besser ist. Wir zeigen nur, dass dies [das] Leben ist und unser Verhalten nichts Seltsames. Es ist kein Wunder, es ist nur das Leben. Wir denken, dass jeder einen Grund hat, und jeder sollte für sich selbst entscheiden, was zu tun ist und was nicht.“

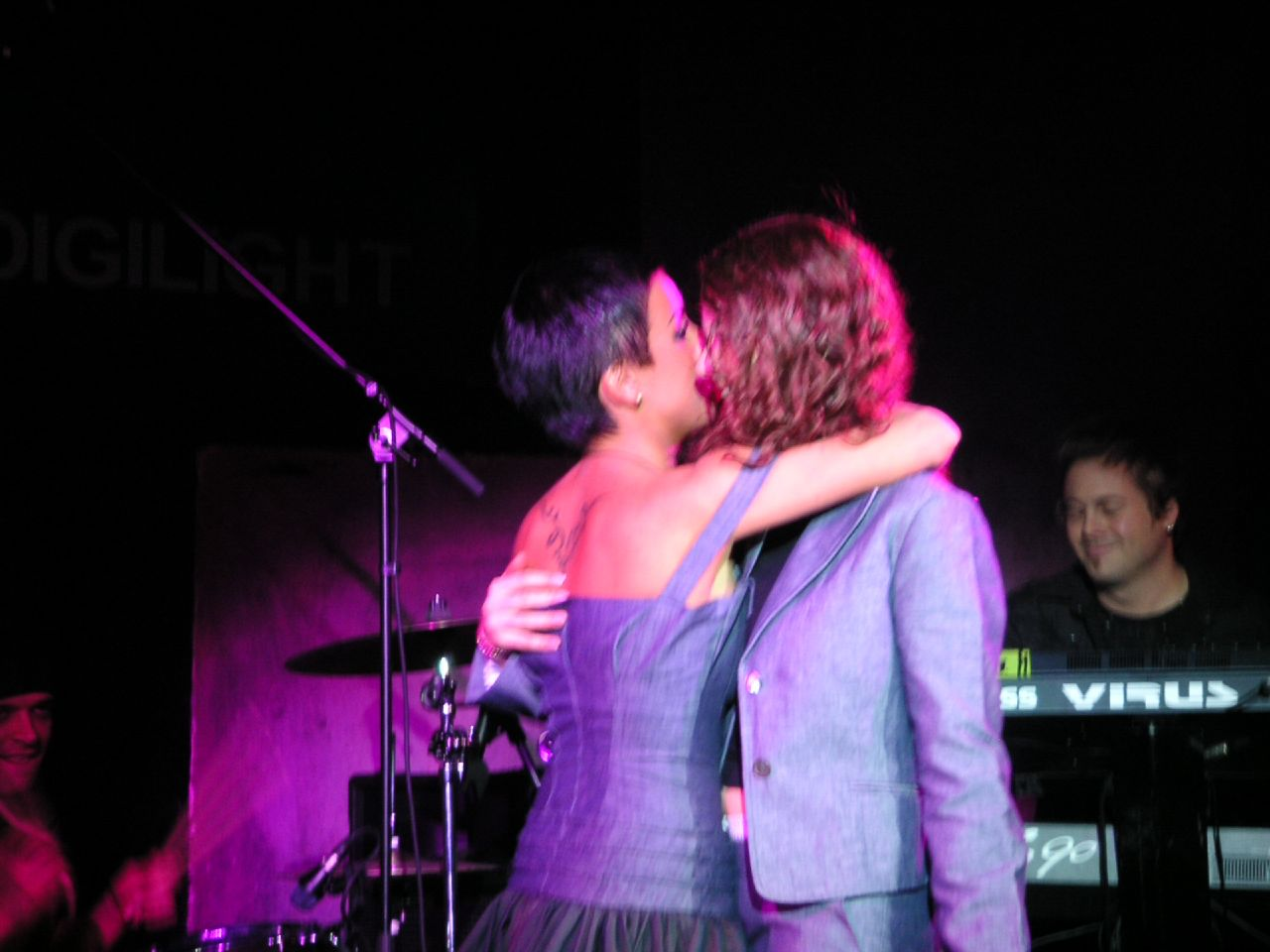
Die Sängerinnen von t.A.T.u. küssend während eines Auftritts.

2003 war t.A.T.u. Russlands Kandidat beim Eurovision Song Contest 2003 und erreichte mit dem Titel „Не верь, не бойся, не проси“ (Ne wer, ne boisja, ne prossi – „Glaube nicht, fürchte nicht, bitte nicht“) den dritten Platz. Im Vorfeld war gerätselt worden, ob sich die beiden Sängerinnen während ihres Auftrittes küssen würden. Für diesen Fall kündigte die ESC-Leitung an, die Liveübertragung zu unterbrechen und Videomaterial der Generalproben einzuspielen. Außerdem war die Teilnahme Wolkowas am Song Contest bis zuletzt offengeblieben, da diese bei der Generalprobe ausgefallen war und sich noch wenige Stunden vor dem Auftritt in ärztlicher Behandlung befunden hatte. Wie sich später herausstellte, war der Grund hierfür eine Zyste im Hals, die dazu führte, dass sie die für ihre Stimme charakteristischen hohen Kopfstimmtöne nicht mehr singen konnte.
Am 14. November 2003 erschien die t.A.T.u.-Musik-DVD Screaming for More in Deutschland. Auf dieser DVD sind englische und russische Musikvideos der bis dahin erschienenen Singles, Spezialberichte mit Interviews („Behind the scenes“), ein Poster sowie zwei live gesungene Lieder enthalten. Am 1. und 2. Dezember 2003 gab t.A.T.u. Konzerte im Tokyo Dome in Japan, die als Auftakt für eine Show Me Love World Tour beworben wurden. Die beiden Konzerte wurden jeweils von rund 25.000 Menschen besucht und obwohl t.A.T.u. nur äußerst selten vor so großem Publikum auftrat, wären Medienberichten zufolge mindestens 35.000 Besucher pro Konzert nötig gewesen, um die Shows profitabel zu machen.
2004 startete die 13-teilige Fernsehserie „[[T.A.T.u. w Podnebesnoi|t.A.T.u. в Поднебесной]]“ (t.A.T.u. w Podnebesnoi – „t.A.T.u. unterm Himmel“), die das Duo im Alltag und bei den Aufnahmen zum neuen Album zeigen sollte. Tatsächlich aber waren Katina und Wolkowa kaum zu sehen. Stattdessen nutzte ihr Produzent Schapowalow die Sendung, um sich selbst und andere Projekte zu vermarkten. Dies und Meinungsverschiedenheiten über die musikalische Entwicklung von t.A.T.u. führten schließlich dazu, dass sich das Duo von Schapowalow trennte. Zur Serie erschien das Album „Поднебесная № 1“ mit dem t.A.T.u.-Schriftzug auf dem Cover. Es enthält allerdings lediglich ein Lied der Band („Белочка“ – Belotschka, „Eichhörnchen“), das wiederum nur eine Demo-Aufnahme von Katina ist.
Die Trennung von Manager Schapowalow führte neben der Unterbrechung der Albumaufnahmen auch zur Beendigung eines weiteren Projekts. Die für November 2004 geplante Kinopremiere des japanischen Animefilms „t.A.T.u. Paragate“ wurde abgesagt, die seit November 2003 laufenden Arbeiten am Projekt trotz bereits angelaufener Werbemaßnahmen (Filmposter, Stände auf Anime-Conventions, Merchandisingartikel wie T-Shirts und Kappen) eingestellt. Für den 100-minütigen Film waren dem Produzenten Shin’ichirō Watanabe 4,7 Millionen US-Dollar Budget zur Verfügung gestellt worden. Da lediglich einige Konzeptzeichnungen veröffentlicht wurden, ist unklar, wie weit die Filmproduktion in den zwölf Monaten der Produktion bereits fortgeschritten war. Im Januar 2005 wurde die offizielle Filmhomepage abgeschaltet.

### 2005–2006:Dangerous and Moving

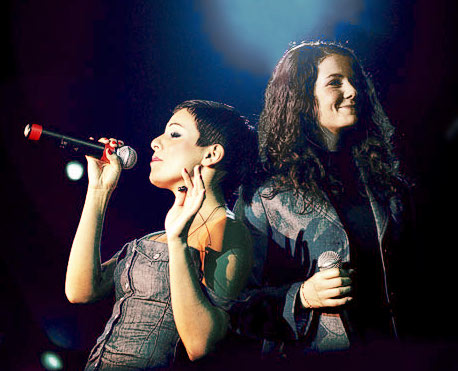
t.A.T.u. bei einem Auftritt im Oktober 2005 in Moskau

Die beiden Künstlerinnen arbeiteten ein halbes Jahr lang in Los Angeles an ihrem dritten Album Dangerous and Moving. Auch eine russische Version des Albums wurde fertiggestellt, die den Namen „Люди инвалиды“ (Ljudi Inwalidy, übersetzt etwa: „Behinderte Leute“) trägt. Das Duo erklärte in der Presse, dass sich der Titel – entgegen den Vermutungen, er sei ein verbaler Angriff auf alle Behinderten – nicht auf körperliche Behinderungen, sondern auf die seelischen und moralischen Unzulänglichkeiten von Menschen beziehe. Die Alben setzen sich inhaltlich mit Themen wie Prostitution, Vergewaltigung und Wollust auseinander. Am 12. September 2005 war das Musikvideo zu All About Us, der ersten Single aus dem dritten Album, erstmals auf den Musiksendern zu sehen, am 18. August 2005 erschien die unzensierte Version des Videos. In diesem wird Wolkowa geschlagen und gewürgt. Das Video endet mit einer Erschießung. In Deutschland und den USA wurden diese Szenen zensiert. In Großbritannien und Österreich hingegen darf das Video unzensiert gesendet werden.
Im Herbst 2005 startete t.A.T.u. die bis Dezember 2006 dauernde Dangerous and Moving Tour durch Asien und Europa, um ihr Album Dangerous and Moving zu präsentieren. Im Dezember 2005 coverte die kalifornische Gruppe Flipsyde t.A.T.u.s Lied Gomenasai. Das Lied von Flipsyde heißt Happy Birthday und ist an ein Kind gerichtet, das abgetrieben wurde. („Gomenasai“ ist Japanisch und bedeutet übersetzt „Entschuldigung“, wobei die korrekte Schreibweise „gomen nasai“ wäre.) Klavierpart sowie Katinas und Wolkowas Gesang sind in Happy Birthday übernommen worden.
Der Absatz der Alben Dangerous and Moving und Ljudi Inwalidy sowie der Singleauskopplungen blieb weit hinter den Erfolgen der ersten beiden Alben zurück. Das Bandmanagement lehnte einen vom Plattenlabel geforderten grundlegenden Imagewandel des Duos, der auch vorsah, künftig nur noch englischsprachige Lieder zu veröffentlichen, ab. Nach gegenseitigem Übereinkommen und Erfüllung des Vertrages von 2001 zwischen Management und Plattenfirma, trennte sich t.A.T.u. im August 2006 nach fünf Jahren Zusammenarbeit und acht Millionen verkauften Tonträgern von der Plattenfirma Universal/Interscope. Stattdessen wurde das eigene Plattenlabel T.A. Music gegründet. Unter diesem Label erschienen die folgenden Alben der Gruppe.

### 2007–2008:Happy Smiles

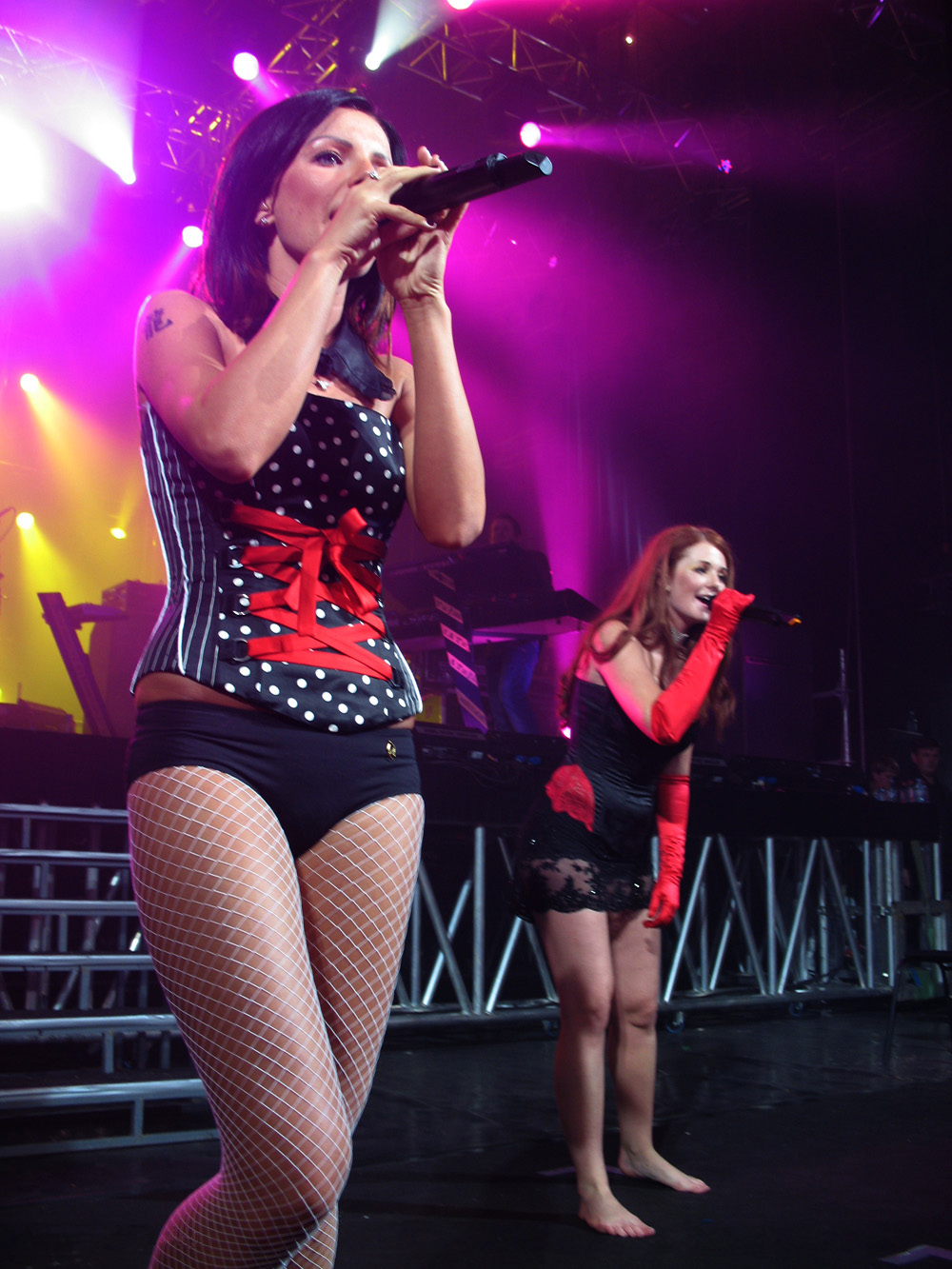
Wolkowa und Katina in Moskau (2008)

Die Aufnahmen für das im April 2008 erschienene Album begannen Anfang April 2007. Erste Demoaufnahmen wurden in Düsseldorf fertiggestellt. Nach Aussagen von Wolkowa und Katina sollte der Sound des dritten Werkes „leichter“ und tanzbarer werden. Das dritte Album ist gleichzeitig der vorgesehene Soundtrack zum Film. Neben der Arbeit am dritten Studioalbum in Los Angeles nahmen die Künstlerinnen Pausen, um in Moskau ihrer Arbeit nachzugehen. Das Album trug zunächst den Arbeitstitel „Управление Отбросами“ (Uprawlenije Otbrossami – „Abfallmanagement“) und wurde später in „Весёлые улыбки“ (Wesjolyje ulybki – „Lustiges Lächeln“) umbenannt und als Happy Smiles international verkauft. Der Arbeitstitel Waste Management wurde 2009 für die internationale Version des Albums verwendet. Am 28. November 2007 strahlte MTV Russia erstmals das Video zur ersten Single „Белый плащик“ (Bely Plaschtschik – „Weiße Robe“) des Albums aus, das wieder für eine Kontroverse sorgte: Am Ende des Videoclips wird die schwangere Julija Wolkowa auf Befehl von Katina erschossen. Am 14. Mai 2008 wurde das unzensierte Video von „Белый плащик“ veröffentlicht.
Am 5. Juni 2008 wurde auf Youtube das Video zur zweiten Singleauskopplung „220“ veröffentlicht. t.A.T.u. veröffentlichte nun die dritte Single (Radiosingle) aus dem Album „Весёлые улыбки“ / Happy Smiles. Am 12. September 2008 war die Radiopremiere im Loveradio. Der Name lautet You and I, was auch Soundtrack des gleichnamigen Films ist. Die Single wurde jedoch nur in Russland veröffentlicht. Am 8. Oktober 2008 wurde das neue Album „Весёлые улыбки“ offiziell vorgestellt, ab dem 17. Oktober 2008 war das Album im Online-Shop von tatu.ru zu erwerben. Die ersten Besteller erhielten ein Postkartenset zu der bestellten CD, außerdem wurde das Album von den Sängerinnen persönlich signiert. Am 21. Oktober 2008 kam das Album zunächst in Russland in der Musik-Handelskette Sojus in den Verkauf. Am 18. Oktober 2008 wurde die vierte Single „Снегопады“ (Snegopady – „Schneefälle“) aus dem neuen Album „Весёлые улыбки“ zum ersten Mal im Radio gespielt und feierte am 17. April 2009 offiziell Premiere.

### 2009–2010:Waste Management
Am 21. März 2009 wurde über die offizielle Band-Homepage und die offizielle MySpace-Seite bekanntgegeben, dass t.A.T.u. nicht mehr als „Vollzeit-Projekt“ betrieben werde und sich Katina und Wolkowa eigenen Solo-Projekten widmen. Eine internationale Veröffentlichung von Waste Management, der internationalen Version des Albums „Весёлые улыбки“ / Happy Smiles, erfolgte am 15. Dezember 2009 zunächst als russische Version im Online-Shop von tatu.ru und zum Herunterladen. Die für diesen Zeitpunkt vorgesehenen Veröffentlichungen in Südamerika verschoben sich auf den 25. Januar 2010 in Brasilien und den 1. Februar 2010 in Chile und Argentinien. Die Singles Snowfalls sowie White Robe wurden bereits am 13. Juli 2009 sowie am 10. November 2009 veröffentlicht und sind die internationalen Versionen von „Снегопады“ (Snegopady) und „Белый плащик“ (Bely plaschtschik) aus dem neuen Album „Весёлые улыбки“.
Weder konnten die beiden Alben Happy Smiles und Waste Management an vorherige Erfolge anknüpfen, noch den russischen oder internationalen Musikmarkt durchdringen. Erstmals in der Geschichte der Band verfehlten sowohl ein neu veröffentlichtes Album, als auch sämtliche von diesem ausgekoppelten Singles weltweit den Eintritt in die Charts. In den Vereinigten Staaten wurden bis Ende Januar 2010 nur 1.000 Exemplare von Waste Management verkauft, gegenüber 826.000 von 200 km/h in the Wrong Lane (2002) und 93.000 von Dangerous and Moving (2005). Billboard.com bezeichnete diese Quote als mäßig. Zurückgeführt wurde dieser Misserfolg gleichermaßen auf die erbrachte musikalische Leistung, als auch auf eine schlechte Vermarktung.

### 2011: Auflösung
Bereits im Oktober 2006 wurde ein Film angekündigt, der auf der Vorlage des Romanes tATu Comeback von dem damaligen russischen Duma-Abgeordneten Alexei Mitrofanow (LDPR) basiert. Wolkowa und Katina spielen sich darin selbst. Regisseur des englischsprachigen Films ist der Brite Roland Joffé. In den Hauptrollen sind Mischa Barton (O.C., California) und die 20-jährige Shantel VanSanten zu sehen. Zum Cast gehören unter anderen auch noch Anton Yelchin (Alpha Dog – Tödliche Freundschaften) sowie das schwedische Modell Helena Mattson. Drehorte waren Los Angeles, Moskau (Mosfilm) und Jaroslawl. Der Film hatte unter dem Titel You and I am 16. Mai 2008 auf den Internationalen Filmfestspielen von Cannes Premiere und sollte im März 2009 in den USA veröffentlicht werden. Tatsächlich kam der Film am 3. Februar 2011 in die russischen und ukrainischen Kinos. In die US-amerikanischen Kinos kam er am 6. Februar 2011. Das russlandweite Einspielergebnis von nur 900.000 US-Dollar konnte die Produktionskosten von rund 20 Millionen US-Dollar nicht ansatzweise decken, was den Film zu einem großen Flop an den Kinokassen werden ließ.
Am 25. März 2011 hieß es in einer über die Band-Homepage veröffentlichten Pressemitteilung, das Doppelalbum Waste Management Remixes, das am 29. März erscheinen sollte, sei in näherer Zukunft die letzte Veröffentlichung des Duos t.A.T.u. Katina und Wolkowa wollten sich noch intensiver um ihre Solokarrieren kümmern.
Nach Erscheinen des Remix-Albums im April trennte sich die Gruppe endgültig. Der Erlös aus diesem letzten Album wurde zugunsten von krebskranken Kindern gespendet.

### 2012–2013: Gemeinsame Auftritte
Zum zehnjährigen Jubiläum der Veröffentlichung von 200 km/h in the Wrong Lane erschien am 12. November 2012 über das Label Universal Music Russia eine „Gold Edition“ des Albums. Die Neuauflage des englischsprachigen Debütalbums des Duos beinhaltet neben dem zuvor unveröffentlichten Lied A Simple Motion und einem neuen Remix zu All the Things She Said auch ein überarbeitetes Artwork und ein Poster. Am 11. Dezember 2012 kam es zum ersten gemeinsamen Liveauftritt Katinas und Wolkowas seit über drei Jahren, als die beiden Sängerinnen bei der rumänischen Finalausgabe von The Voice als t.A.T.u. auftraten und ihre zwei Hits All The Things She Said und All About Us vortrugen. Es folgten weitere gemeinsame Auftritte in Kiew, St. Petersburg und Tokio. Zudem drehten t.A.T.u. in Japan einen Werbespot für Snickers.

### 2014–2016: Auftritt bei den Olympischen Winterspielen und anschließende Streitigkeiten
Anlässlich der Olympischen Winterspiele 2014 im südrussischen Sotschi traten die beiden Sängerinnen ein weiteres Mal gemeinsam vor größerem Publikum auf. Im Olympiastadion Sotschi präsentierten sie im Rahmen der Eröffnungszeremonie ihr Lied Nas ne dogonjat. Das Stück fungierte auch als Erkennungsmelodie der russischen Teilnehmer bei deren Einzug ins Stadion. Vor dem Hintergrund der strengen russischen Gesetzgebung gegenüber Homosexuellen wurde seitens verschiedener Nachrichtenorgane vermutet, die Partizipation des als lesbisch auftretenden Duos sei von Präsident Wladimir Putin aus taktischen Gründen fingiert worden, um die im Ausland heftig umstrittene Haltung der Behörden gegenüber gleichgeschlechtlichen Partnerschaften zu legitimieren. Konstantin Ernst, Direktor des staatlichen Fernsehsenders Perwy kanal und Produzent der Eröffnungsfeierlichkeiten, betonte demgegenüber, t.A.T.u. sei aufgrund des hohen Bekanntheitsgrades sowie des zum Anlass passenden Musikstückes ausgewählt worden. Das Lied, dessen Titel sich mit „Sie werden uns nicht kriegen“ übersetzen lässt, sei als Motto des russischen Teams zu verstehen, sich beim Kampf um die Olympiamedaillen von niemandem einholen zu lassen.
Am 14. Februar 2014 präsentierten Katina und Wolkowa die neue t.A.T.u.-Single „Любовь в каждом мгновении“ (Ljubow w kaschdom mgnowenii – „Liebe in jedem Augenblick“) während eines Konzertes im Moskauer Olimpijski. Das Lied entstand in Zusammenarbeit mit dem russischen Rapper Ligalize sowie dem kanadischen Sänger und Songwriter Mike Tompkins und war die erste neue Single des Duos seit Sparks im April 2010.
Am 17. Februar verkündete Jelena Katina überraschend in einer Videobotschaft auf YouTube das erneute Aus von t.A.T.u., da sie eine weitere Zusammenarbeit oder Kontakt mit ihrer Bandkollegin Julija Wolkowa in Zukunft für unmöglich halte. Laut Katina habe Wolkowa ihr ein Ultimatum gestellt, in dem Katina in der weiteren Arbeit des Projekts t.A.T.u. eine untergeordnete Rolle spielen sollte. Andernfalls würde sie „durch ein anderes Mädchen mit lockigem rotem Haar“ ersetzt. Am 20. Februar stellte Julija Wolkowa eine Gegendarstellung auf YouTube online. Danach bestünden zwischen ihr und Katina keine Differenzen. Es würde für t.A.T.u. keine „große Reunion“ geben, aber man arbeite an „gemeinsamen Projekten“. Zudem bestätigte sie, dass t.A.T.u. ein Musikvideo zur neuen Single Love (In Every Moment) drehen würden.
Im April 2014 wurde das Musikvideo zu Love (In Every Moment) veröffentlicht, für das Jelena Katina und Julija Wolkowa ihre Szenen getrennt drehten. Das Lied ist Teil des A Sight Of Cupid-Projekts, das mehrere Kurzfilme über Liebe beinhaltet. In dem Kurzfilm Together Apart spielen die t.A.T.u.-Sängerinnen auch selbst mit. Im Mai 2014 stellten beide Sängerinnen in sicherer Entfernung zu der jeweils Anderen den Film bei den Internationalen Filmfestspielen von Cannes vor. Hier gab Julija Wolkowa in einem Interview mit der italienischen Presse bekannt, dass der Film die letzte Zusammenarbeit der beiden darstellen werde.
Trotz der weiter anhaltenden Streitigkeiten kam das Duo am 16. Mai 2016 erneut anlässlich des 25-jährigen Jubiläums der russischen Kinderband Neposedy zusammen, der beide vor t.A.T.u. angehörten. Mit den Kindern sang Jelena Katina das Lied All Around the World und gemeinsam mit Julija Wolkowa Nas ne dogonjat.
Die Band spielte ihr erstes Konzert nach Jahren der Trennung am 3. September 2022 im Dinamo-Stadion in der belarussischen Hauptstadt Minsk.

## Musikalischer Stil
t.A.T.u.s Musik ist geprägt von Stilelementen der 1970er und 1980er Jahre, wie zum Beispiel Synthesizern und Metal-Gitarren. Der Musikproduzent Martin Kierszenbaum und diverse Musikkritiker, wie etwa Matt Cibula, gaben an, t.A.T.u.s Musik würde an ABBA erinnern. Während ihr erstes Album „200 По Встречной“ noch eindeutig dem in Osteuropa favorisierten Elektropop und Electronica zuzuschreiben ist, ist die englischsprachige Version stärker von westlichem Pop-Rock und dem Einsatz von Gitarren durchsetzt. Die nachfolgenden Alben Dangerous and Moving und „Люди инвалиды“ beinhalteten wieder hauptsächlich Elektropop-Lieder, die englischsprachige Version aber auch eine geringe Anzahl an Halbrock-Songs. Später versuchte das Duo, mit den Alben „Весёлые Улыбки“ und Waste Management einen leichteren und tanzbareren Stil zu finden. Als russische Band veröffentlichte t.A.T.u. die meisten Lieder in einer russischsprachigen und in einer englischsprachigen Version, wobei der Klang und die Melodie bei einigen leichte Unterschiede aufweisen und dem Text teilweise eine völlig andere Bedeutung zukommt.
Auch im Bezug auf die in den Alben behandelte Thematik wandelte sich das Duo. Während die Liedtexte ihrer Alben „200 По Встречной“ und 200 km/h in the Wrong Lane noch Homosexualität, Selbstfindung und -verwirklichung sowie den Protest gegen bestehende Seinsvorstellungen der Gesellschaft zum Thema haben, behandeln die entsprechenden Nachfolgealben Dangerous and Moving und „Люди инвалиды“ den moralischen Verfall der Gesellschaft, der dem Duo wenige Jahre zuvor noch selbst vorgeworfen worden war. Dabei gibt es jedoch signifikante Unterschiede zwischen den einzelnen Liedern. Während bei einigen die mehrfache Wiederholung des Refrains unter Beifügung kürzerer anderer Textpassagen und eingebettet in einen energiereichen Rhythmus im Vordergrund steht (Beispielhaft hierfür steht „Простые движения“ (Prostyje dwischenija – „Einfache Bewegungen“)), sind die meisten anderen Liedtexte sehr lyrisch und tiefgründig gehalten, ruhigere Lieder wie „30 минут“ beziehungsweise 30 Minutes zudem auch emotional.

## Einfluss auf die Musikwelt
t.A.T.u. ist bis heute die einzige russische Band, die über die alten sowjetischen Grenzen hinaus zu größerem Erfolg gelangt ist. In vielen Ländern, wie etwa Großbritannien und Australien, schaffte sie es als erster russischer Musikexport, die Spitzenposition der Charts zu erreichen. Zwar waren russischen Künstlern wie der Trance-Gruppe PPK zu Beginn des neuen Jahrtausends vereinzelt Hitparadenplatzierungen in westeuropäischen Staaten gelungen, t.A.T.u. schaffte es jedoch, den Erfolg auf alle großen Musikmärkte auszudehnen und gar in Konkurrenz zu westlichen Künstlern zu treten. Darüber hinaus unterschied sich t.A.T.u. insofern von anderen osteuropäischen Interpreten, als die Sängerinnen sich nicht nur durch ihre Musik definierten, sondern stärker als andere auch durch ihr Image als lesbisches Paar. In vielen Ländern gehören t.A.T.u.s Alben zu den wenigen russischsprachigen Veröffentlichungen. In Russland wurde der weltweite Erfolg des Duos mit Stolz zur Kenntnis genommen, nachdem das Land erst durch den Zusammenbruch des Warschauer Paktes und der Sowjetunion an außenpolitischem Einfluss eingebüßt, und um die Jahrtausendwende mit einer schweren Wirtschafts- und Finanzkrise zu kämpfen hatte. Die Tageszeitung Kommersant titelte 2003: „Nach weiß der Teufel wie langer Zeit haben wir endlich wieder ein Kulturphänomen von Weltmaßstab hervorgebracht“. Tatsächlich werden die Erfolge des Duos in russischen Medien bis heute herausgestellt. In der Folgezeit schafften es noch weitere osteuropäische Künstler in die westlichen Musikcharts, wie etwa O-Zone, Alsou und Timati. Der von einigen Musikexperten vorausgesagte große Ansturm osteuropäischer beziehungsweise russischer Künstler auf den westlichen Musikmarkt blieb aber aus. Ebenso schaffte es t.A.T.u. nicht, sich in der westlichen Musikwelt als langfristig erfolgreiche Band zu profilieren.
2014 wurde t.A.T.u. im Zuge einer Leserumfrage des Billboard Magazine zur Most Underrated Girl Group (dt.: Meist unterschätzte Girlgroup) gewählt.

## Selbstinszenierung und Kritik

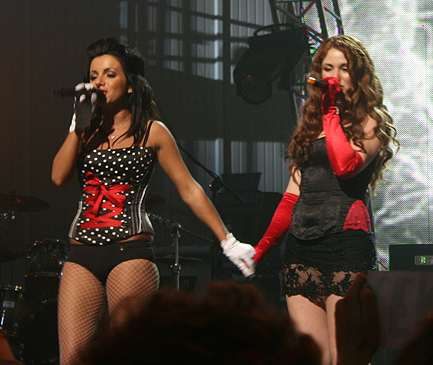
t.A.T.u. bei ihrem Auftritt beim VIVA Comet Konzert in Polen (2008). Damals nahmen sie den Musikpreis für ihr Lebenswerk entgegen.

Verschiedene Auftritte und die öffentliche Darstellung der Gruppe, wie etwa das Austauschen von Küssen, das Abhalten von Konzerten in Unterwäsche und die Verwendung von Schimpfwörtern in Interviews, wurden im In- und Ausland teils heftig kritisiert.
Die Fernsehsender BBC und NBC verbannten t.A.T.u. zeitweise aus ihren Programmen, in Moskau, Tokio und London wurden die Dreharbeiten für das Musikvideo für Show Me Love durch Polizeikräfte abgebrochen und im Vorfeld des Eurovision Song Contests 2003 kündigten die Veranstalter an, die Übertragung auszusetzen, wenn t.A.T.u. sich während ihres Auftrittes küssen würden. Der russische Musikjournalist Artemi Troizki urteilte: „Es ist wirklich lustig, dass t.A.T.u.s-Kampagne im Westen einen ganz anderen Verlauf nimmt, als in Russland. In Russland wurde dieses ganze Lesben-Ding niemals ernst genommen. Wenn sie in Talkshows interviewt und gefragt wurden: „Seid ihr wirklich Lesben?“, sagten sie: „Nein, das ist ein Trick. Wir haben Freunde, wir sind ganz normale Mädchen, wir machen das für's Image.“ (…) Hier waren sie nichts weiter als eine beliebige Teenie-Popgruppe mit einem besonderen Gimmick. In Russland schlug t.A.T.u. wegen ihres sexualisierten Auftretens jedoch gleichwohl harsche Kritik entgegen, etwa von Seiten der Regierungspartei Einiges Russland, der Kommunistischen Partei und der Russisch-Orthodoxen Kirche.
Nach Erscheinen ihres ersten Musikvideos auf dem westlichen Musikmarkt und den damit verbundenen Charterfolgen rückten die beiden Sängerinnen in den Fokus ausländischer Musikkritiker. Das Musikmagazin Billboard schrieb im Januar 2003: „All the Things She Said – ein Lied voller Kraft, Sehnsucht und Melancholie, mit einem herrlichen, kraftvollen Sound. Jung und ausgefallen … ein durchschlagendes und vielversprechendes Debüt.“ Journalisten des New Musical Express stellten fest, dass die Mischung aus guter Produktion und skandalösem Auftreten für die hohen Verkaufszahlen der CDs von t.A.T.u. verantwortlich sei.
In Großbritannien nahm eine Reihe von Kritikern Anstoß am jungen Alter der beiden Sängerinnen. Einige Persönlichkeiten des öffentlichen Lebens setzten sich für ein Ausstrahlungsverbot des Videos zu All the Things She Said ein und beschuldigten t.A.T.u. der „Anpreisung von Pädophilie“. Der britische Fernsehmoderator und Kolumnist Richard Madeley nannte das Duett „widerlich“ und bezeichnete das Video zu All the Things She Said als „Wunschtraum aller britischen Pädophilen“. Michelle Elliott, Gründerin und Vorsitzende der Kinderschutzorganisation Kidscape, äußerte sich ähnlich: „Kinderpornografie ist nicht lustig, und man sollte darüber keine Witze machen. Ich bin sehr traurig, dass dieses Lied auf Platz eins stand.“ Die beiden größten Fernsehkanäle Großbritanniens unterbanden jede Ausstrahlung des Musikvideos in ihrem Programm. Nick Cowen vom Daily Telegraph hingegen schrieb: „All diese Aufregung lenkt von ihrer Musik ab, die nicht schlecht ist. Sie hat mehr Niveau, als Sie vielleicht annehmen. Wenn auch der erste synthisch-soulige Sound noch primitiv ist, dann werden Sie bald überrascht sein von brüllenden Gitarren und einem Hardrock-Rhythmus.“
2006 empörte sich Igor Ignatow von der Gesamtrussischen Gesellschaft der Behinderten über das Lied „Люди инвалиды“ (Ljudi Inwalidy, dt. „Behinderte Leute“) vom gleichnamigen Album. Der Grund dafür war neben dem Titel auch eine Textzeile des Liedes: „Niemand wartet auf die Verlorenen / Niemand will die Traurigen / Diese Menschen leben nicht / Sie werden ertränkt wie Kätzchen“. Auch in dem dazu ausgestrahlten Musikvideo taucht ein Rollstuhlfahrer auf. Katina und Wolkowa fühlten sich missverstanden und gaben an, mit ihrem Lied auf unmoralische, psychisch-behinderte Personen anzuspielen und nicht auf Menschen mit körperlichen Behinderungen. Leonid Wokuijew kündigte in seiner Funktion als Menschenrechtsbeauftragter der Republik Komi an, rechtliche Schritte gegen t.A.T.u. einzuleiten. Zu einem Gerichtsprozess kam es allerdings in der Folge nie.
t.A.T.u. unterstützte 2007 die Moskauer Schwulen- und Lesbenparade Moscow Pride und sprach sich in diesem Rahmen für die Rechte der Homosexuellen in Russland aus.

## Politisches
Im Vorfeld des Irakkriegs trugen Katina und Wolkowa bei einem Auftritt in der US-amerikanischen Fernsehsendung The Tonight Show am 25. Februar 2003 T-Shirts mit dem kyrillischen Aufdruck „ХУЙ ВОЙНЕ!“ (CHUJ WOJNE!), was auf Deutsch sinngemäß „Scheiss Krieg!“ bedeutet. t.A.T.u. wurden daraufhin vom ausstrahlenden Fernsehsender NBC aus dem Programm verbannt. Beim Talkshow-Auftritt bei Jimmy Kimmel Live! am darauffolgenden Tag wurde ihnen das Tragen dieser Shirts untersagt. Sie trugen daraufhin T-Shirts mit der Aufschrift „CENSORED“ (dt. zensiert).
Julia Wolkowa kandidierte bei der Parlamentswahl 2021 erfolglos für die Partei Einiges Russland.

## Diskografie
Studioalben

| Jahr | Titel                      | Höchstplatzierung, Gesamtwochen, AuszeichnungChartplatzierungen (Jahr, Titel, Platzierungen, Wochen, Auszeichnungen, Anmerkungen) | Höchstplatzierung, Gesamtwochen, AuszeichnungChartplatzierungen (Jahr, Titel, Platzierungen, Wochen, Auszeichnungen, Anmerkungen) | Höchstplatzierung, Gesamtwochen, AuszeichnungChartplatzierungen (Jahr, Titel, Platzierungen, Wochen, Auszeichnungen, Anmerkungen) | Höchstplatzierung, Gesamtwochen, AuszeichnungChartplatzierungen (Jahr, Titel, Platzierungen, Wochen, Auszeichnungen, Anmerkungen) | Höchstplatzierung, Gesamtwochen, AuszeichnungChartplatzierungen (Jahr, Titel, Platzierungen, Wochen, Auszeichnungen, Anmerkungen) | Anmerkungen                                                   |
| Jahr | Titel                      | DE | AT | CH | UK | US | Anmerkungen                                                   |
| ---- | -------------------------- | --- | --- | --- | --- | --- | ------------------------------------------------------------- |
| 2001 | 200 По Встречной           | — | — | — | — | — | Erstveröffentlichung: 21. Mai 2001 Verkäufe: + 1.000.000      |
| 2002 | 200 km/h in the Wrong Lane | DE3 Gold · (34 Wo.)DE | AT1 Gold · (27 Wo.)AT | CH5 Platin · (35 Wo.)CH | UK12 Gold · (19 Wo.)UK | US13 Gold · (33 Wo.)US | Erstveröffentlichung: 10. Dezember 2002 Verkäufe: + 4.000.000 |
| 2005 | Dangerous and Moving       | DE12 (6 Wo.)DE | AT13 (5 Wo.)AT | CH26 (13 Wo.)CH | UK78 (1 Wo.)UK | US131 (1 Wo.)US | Erstveröffentlichung: 10. Oktober 2005 Verkäufe: + 150.000    |
| 2005 | Люди Инвалиды              | — | — | — | — | — | Erstveröffentlichung: 21. Oktober 2005 Verkäufe: + 300.000    |
| 2008 | Весёлые Улыбки             | — | — | — | — | — | Erstveröffentlichung: 21. Oktober 2008                        |
| 2009 | Waste Management           | — | — | — | — | — | Erstveröffentlichung: 15. Dezember 2009                       |

## Tourneen
- 2000–2002: 200 Po Wstretschnoi Tour
- 2003: 200 km/h in the Wrong Lane Tour
- 2003: Show Me Love Tour
- 2005–2006: Dangerous and Moving Tour

## Fernsehproduktionen
- 2003: Anatomija t.A.T.u. (Dokumentarfilm über eine Promotiontour durch die Vereinigten Staaten und die Teilnahme am Eurovision Song Contest 2003 in Riga, ausgestrahlt auf СТС)
- 2004: t.A.T.u. w Podnebesnoi (13-teilige TV-Reality-Serie, begleitete das Duo bei den Aufnahmen ihres zweiten russischen Studioalbums, ausgestrahlt auf СТС)
- 2006: t.A.T.u. Expedition (18-teilige TV-Reality-Serie, begleitete das Duo 30 Tage lang in ihrem Alltagsleben und auf Konzerttournee, ausgestrahlt auf Муз-ТВ)
- 2006: .TRUTH. – Live In St. Petersburg (Vollständiger Mitschnitt eines Konzertes vom 28. April 2006 in Sankt Petersburg, ausgestrahlt auf Муз-ТВ)[76]

## Auszeichnungen (Auszug)
- 2001: MTV Video Music Award für „Я сошла с ума“ als bestes russisches Video
- 2002: IFPI Platinum Europe Award für 1.000.000 verkaufte Einheiten von „200 по встречной“
- 2003: IFPI Platinum Europe Award für 1.000.000 verkaufte Einheiten von „200 km/h in the Wrong Lane“
- 2003: Comet als bester Newcomer International
- 2003: Drei World Music Awards als beste Gruppe (Pop), beste Gruppe (Dance) und bestes Duo
- 2003: MUS-TW Award für „Простые движения“ als bestes Video
- 2003: NRJ Music Award als bester Newcomer
- 2003: Dritter Platz beim Eurovision Song Contest 2003
- 2006: Drei MUS-TW Awards als beste Gruppe und für „All About Us“ als bestes Lied und bestes Video
- 2006: Beste Gruppe bei den italienischen TRL Awards
- 2006: MTV Russian Music Award für „All About Us“ als bestes Video
- 2008: MTV Russian Music Award als MTV Legend
- 2008: Comet (Polen) für das Lebenswerk